# Afrikaspiele 2023/Badminton
Die Badmintonwettbewerbe wurden bei den Afrikaspielen 2023 vom 7. bis zum 10. März 2024 in Accra gespielt. Der Teamwettbewerb fand aufgrund bautechnischen Rückstands an der Austragungsstätte nicht statt, sodass nur fünf Einzel- und Doppelwettbewerbe ausgetragen wurden.

## Medaillengewinner
| Disziplin    | Gold                                    | Silber                                 | Bronze                                          |
| ------------ | --------------------------------------- | -------------------------------------- | ----------------------------------------------- |
| Herreneinzel | Anuoluwapo Juwon Opeyori                | Godwin Olofua                          | Adham Hatem Elgamal                             |
| Herreneinzel | Anuoluwapo Juwon Opeyori                | Godwin Olofua                          | Victor Ikechukwu                                |
| Dameneinzel  | Johanita Scholtz                        | Husina Kobugabe                        | Dorcas Ajoke Adesokan                           |
| Dameneinzel  | Johanita Scholtz                        | Husina Kobugabe                        | Fadilah Mohamed Rafi                            |
| Herrendoppel | Koceila Mammeri Youcef Sabri Medel      | Godwin Olofua Anuoluwapo Juwon Opeyori | Adham Hatem Elgamal Ahmed Salah                 |
| Herrendoppel | Koceila Mammeri Youcef Sabri Medel      | Godwin Olofua Anuoluwapo Juwon Opeyori | Jarred Elliott Robert Summers                   |
| Damendoppel  | Husina Kobugabe Gladys Mbabazi          | Halla Bouksani Tanina Violette Mammeri | Dorcas Ajoke Adesokan Sofiat Arinola Obanishola |
| Damendoppel  | Husina Kobugabe Gladys Mbabazi          | Halla Bouksani Tanina Violette Mammeri | Nour Ahmed Youssri Doha Hany                    |
| Mixed        | Koceila Mammeri Tanina Violette Mammeri | Adham Hatem Elgamal Doha Hany          | Caden Kakora Johanita Scholtz                   |
| Mixed        | Koceila Mammeri Tanina Violette Mammeri | Adham Hatem Elgamal Doha Hany          | Georges Paul Kate Foo Kune                      |

## Medaillenspiegel
| Platz  | Land      | Gold | Silber | Bronze | Gesamt |
| ------ | --------- | ---- | ------ | ------ | ------ |
| 1      | Algerien  | 2    | 1      | —      | 3      |
| 2      | Nigeria   | 1    | 2      | 3      | 6      |
| 3      | Uganda    | 1    | 1      | 1      | 3      |
| 4      | Südafrika | 1    | —      | 2      | 3      |
| 5      | Ägypten   | —    | 1      | 3      | 4      |
| 6      | Mauritius | —    | —      | 1      | 1      |
| Gesamt | Gesamt    | 5    | 5      | 10     | 20     |